# Psila nigricollis
Psila nigricollis är en tvåvingeart som beskrevs av Frey 1955. Psila nigricollis ingår i släktet Psila och familjen rotflugor.
Artens utbredningsområde är Myanmar. Inga underarter finns listade i Catalogue of Life.